# Ниниашвили, Николай Иванович
Николай Иванович Ниниашвили (15 сентября 1925, Каспский муниципалитет, Шида-Картли — 2010) — советский самбист, призёр чемпионатов СССР.
Выступал за «Динамо» (Тбилиси).
В 1961 году стал судьёй всесоюзной категории.
Участник Великой Отечественной войны. В 1985 году был награждён орденом Отечественной войны II степени.

## Спортивные результаты
- Чемпионат СССР по самбо 1952 года — ;
- Чемпионат СССР по самбо 1949 года — ;
- Чемпионат СССР по самбо 1950 года — ;
- Чемпионат СССР по самбо 1952 года — ;

## Семья
Брат Христофор — чемпион и призёр чемпионатов СССР по самбо, мастер спорта СССР. Заслуженный тренер СССР, судья всесоюзной категории. Заслуженный работник физической культуры Грузинской ССР.